# The Cool Kids
The Cool Kids est un groupe de hip-hop américain, originaire de Chicago, dans l'Illinois. Il se compose des rappeurs Antoine « Sir Michael Rocks » Reed (originaire de Matteson, dans l'Illinois) et d'Evan « Chuck Inglish » Ingersoll (originaire de Mount Clemens, dans le Michigan). The Cool Kids est à l'origine publié par Chocolate Industries via leur propre label C.A.K.E. Recordings, mais ne collaborent plus avec Chocolate Industries à la suite de problèmes. Reed et Ingersoll sont apparus dans plusieurs médias, et ont collaboré avec des artistes et groupes comme Chip tha Ripper, Asher Roth, Yelawolf, Kenna, Ivan Ives, The Bloody Beetroots, Drake, Travis Barker, Lil Wayne, Pac Div, Ludacris, Mac Miller, Maroon 5, Curren$y, et The O'My's. Cool Kids sont aussi membre du collectif de hip-hop All City Chess Club fondé en 2010.

## Biographie
Reed étudie à la Walter Payton College Prep de Chicago, dans l'Illinois, tandis que Ingersoll étudie à la Notre Dame High School de Harper Woods, dans le Michigan, dans laquelle il est membre d'une équipe de football et de basketball. Reed et Ingersoll se rencontrent en 2005 après la découverte de Reed d'une chanson de Ingersoll sur MySpace. Les deux se rencontrent physiquement et enregistrent finalement pendant deux heures. Ils s'inspirent de l'âge d'or du hip-hop et de musiciens tels que LL Cool J et Eric B. & Rakim. Ingersoll fait la promotion de leur nouvelle chanson, et le groupe est programmé par Josh Young de Flosstradamus pour une performance. À cette performance, le duo fait la rencontre du DJ Diplo qui leur offre la possibilité de publier une mixtape de leur chanson Totally Flossed Out sur son label Mad Decent, mais elle est finalement publiée par le label C.A.K.E. Recordings. A-Trak leur propose également de signer à son label Fool's Gold Records, ce qu'ils acceptent, mais il n'y feront paraître qu'un single. À leur période chez Fool's Gold Records, les Cool Kids ne se sentent pas pris au sérieux ; Chuck explique lors d'une entrevue : « Quand ton boss est en tournée avec Kanye West, c'est facile de perdre du temps. »
Toutes leurs chansons sont publiées sur la page Myspace du groupe ; un contrat d'enregistrement est signé aux festivals CMJ et Pitchfork, le 15 juillet 2007,. Finalement, les Cool Kids signent chez Chocolate Industries, un autre label indépendant. le groupe révèle la sortie de leur premier album, When Fish Ride Bicycles, pour 2008, mais est finalement publié en 2011. Ingersoll devient alors producteur du groupe, mais les deux membres rappent et produisent. Le duo fait usage du logiciel Reason de Propellerhead Software pour produire leur musique. Ils se lancent en tournée pour M.I.A. et se joignent au festival Rock the Bells de 2008. Le groupe se lance en tournée australienne en février 2008 et participe au Laneway Festival. Le groupe participe également à l'événement Culture Shock du SUNY Purchase en avril 2009. D'un des singles du duo, Black Mags, est choisi pour une publicité pour Rhapsody avec Sara Bareilles. La même année, le groupe collabore avec Lil Wayne et le DJ Benzi sur Internet pour le titre Gettin' It, qui est annoncé sur le futur album du DJ, Get Right.
The Cool Kids participent aux jeux vidéo NBA Live 08 et MLB 2K8 avec la chanson 88 à Need for Speed Nitro, avec The Bloody Beetroots pour la chanson Awesome et à l'épisode The First Cut Is the Deepest de la série télévisée Entourage avec la chanson Mikey Rocks. Son listé par le magazine Rolling Stone dans sa liste des 10 groupes à surveiller en 2008. Selon Rolling Stone, « depuis les débuts de Black Mags, les Cool Kids sont passés d'inconnus dans leur ville natale de Chicago à groupe le plus connu du festival CMJ de New York. »
Le 23 octobre 2011, Mikey Rocks signe chez Jet Life Recordings, une empreinte de Warner Bros. dirigé par le rappeur Curren$y. Chuck Inglish produit l'EP Candy Jams pour 10ille en février 2012, et travaille sur une mixtape avec Curren$y. Le 25 avril 2015, le membre Mikey Rocks annonce « aucun retour possible » du groupe sur sa page Twitter. Le groupe revient le 13 juillet 2016, annonce multiples dates de concerts pour la première moitié de 2017.

## Discographie

### Album studio
- 2011 : When Fish Ride Bicycles
- 2017 : Special Edition Grand Master Deluxe

### EP
- 2008 : The Bake Sale
- 2008 : Totally Flossed Out

### Mixtapes
- 2007 : That's Stupid!
- 2009 : Gone Fishing
- 2010 : Tacklebox